# Pinellas Park
Pinellas Park és una població dels Estats Units a l'estat de Florida. Segons el cens del 2000 tenia 45.658 habitants.

## Demografia
Segons el cens del 2000, Pinellas Park tenia 45.658 habitants, 19.444 habitatges, i 12.152 famílies. La densitat de població era de 1.195,2 habitants/km².
Dels 19.444 habitatges en un 25,7% hi vivien nens de menys de 18 anys, en un 46,6% hi vivien parelles casades, en un 11,6% dones solteres, i en un 37,5% no eren unitats familiars. En el 30,2% dels habitatges hi vivien persones soles el 14,1% de les quals corresponia a persones de 65 anys o més que vivien soles. El nombre mitjà de persones vivint en cada habitatge era de 2,31 i el nombre mitjà de persones que vivien en cada família era de 2,84.
Per edats la població es repartia de la següent manera: un 21,4% tenia menys de 18 anys, un 6,7% entre 18 i 24, un 29,2% entre 25 i 44, un 22,2% de 45 a 60 i un 20,6% 65 anys o més.
L'edat mediana era de 40 anys. Per cada 100 dones de 18 o més anys hi havia 87,9 homes.
La renda mediana per habitatge era de 35.048 $ i la renda mediana per família de 41.072 $. Els homes tenien una renda mediana de 28.208 $ mentre que les dones 24.505 $. La renda per capita de la població era de 18.701 $. Entorn del 6,5% de les famílies i el 9,3% de la població estaven per davall del llindar de pobresa.

## Poblacions més properes
El següent diagrama mostra les poblacions més properes.